# David Goodall (Botaniker)
David William Goodall, AM (* 4. April 1914 in Edmonton, England; † 10. Mai 2018 in Liestal, Schweiz) war ein australischer Botaniker und Ökologe britischer Herkunft.

## Leben und Wirken
Goodall wurde 1914 im englischen Edmonton, im heutigen London Borough of Enfield, geboren.
Er erwarb seinen Bachelor of Science 1935 und den Ph.D. 1941 an der Universität London. 1948 ließ er sich in Australien nieder, wo er als Senior Lecturer für Botanik an der Universität Melbourne wirkte. Von 1952 bis 1954 war er als Senior Lecturer und später Reader der Botanik am University College of the Gold Coast in Ghana tätig. Goodall erhielt seinen Doctor of Science 1953 von der University of Melbourne. Danach kehrte er ins Vereinigte Königreich zurück, wo er von 1954 bis 1956 eine Professur für agrikulturelle Botanik an der University of Reading übernahm.
Von 1956 bis 1967 forschte Goodall für verschiedene Abteilungen der australischen CSIRO. Von 1967 bis 1968 hatte er eine Professur der Biologie an der University of California und dann bis 1974 eine Professur für Systems Ecology an der Utah State University inne. Im Anschluss war Goodall erneut für die CSIRO tätig und ging 1979 in den Ruhestand.
Goodall war Herausgeber der über Elsevier veröffentlichten Buchreihe „Ecosystems of the World“. Bei zwei Büchern der Reihe war Goodall Co-Autor.
Von 1979 bis 1998 war Goodall Honorary Research Fellow der CSIRO Division of Land Resources Management und später der Division of Wildlife and Ecology. Seit 1998 war er Honorary Research Associate im Centre for Ecosystem Management der Edith Cowan University in Perth, Western Australia. Im Jahr 2016 wurde er aus Altersgründen aufgefordert, sein Büro auf dem Universitätscampus zu räumen. Nach breiter Kritik an dieser Entscheidung bot die Universität Goodall ein neues Büro auf einem anderen Campus an, der näher an seiner Wohnung lag. Seit dem gleichen Jahr war er Member des Order of Australia.
Goodall wurde 1997 Ehrenmitglied bei der International Association of Vegetation Science.
Goodall war ein Befürworter der Sterbehilfe und forderte für sie einen Status als Bürgerrecht. Er reiste im Mai 2018 in die Schweiz, wo er mit der Schweizer Sterbehilfeorganisation Eternal Spirit sein Leben auf eigenen Wunsch im Alter von 104 Jahren beendete. Auch wenn er nicht tödlich erkrankt war, hatte sich sein Gesundheitszustand unter anderem durch einen Sturz so deutlich verschlechtert, dass er den Großteil seiner täglichen Aktivitäten einstellen musste, darunter auch das Arbeiten an der Universität. Laut der australischen Sterbehilfeorganisation Exit International, die die Reise in die Schweiz organisierte, war es sein Wille, dass seine Leiche der Medizin zur Verfügung gestellt oder seine Asche verstreut werden solle. Er wolle keine Beerdigung, keinen Gedenkgottesdienst und keine Zeremonie; auch glaube er nicht an ein Leben nach dem Tod. Mit seiner Reise in ein Land mit erlaubter Sterbehilfe wollte Goodall „auch in anderen Ländern die Diskussion um die Art eines würdevollen Abschieds vom Leben anstoßen“.
Goodall war drei Mal verheiratet; aus den Ehen gingen drei Söhne und eine Tochter hervor. Ferner hinterließ er 10 Enkel und 15 Urenkel, die in Australien, den Vereinigten Staaten und Frankreich leben.